# Michal Jeřábek
Michal Jeřábek (Praga, 10 settembre 1993) è un calciatore ceco, difensore dell'Oed/Zeillern.

## Carriera

### Club
Ha giocato nella prima divisione dei campionati ceco, kazako, slovacco e malaysiano.

### Nazionale
Nel 2013 ha giocato una partita nella nazionale ceca Under-21.